# مینای گوشواره‌ای جنوبی
مینای گوشواره‌ای جنوبی یا مینای تپه‌ای جنوبی (نام علمی: Gracula indica)، عضوی از خانواده سارها است. ساکن مناطق جنگلی جنوب هند و سریلانکا است. این گونه در گله در جنگل جابجا می‌شود و اعضای یک گله با طیف گسترده‌ای از صداها در تماس هستند.
در سوراخ درخت لانه می‌سازد. آنها معمولاً دو یا سه تخم در لانه می‌گذارند. پرندگان نر و ماده شبیه هم هستند.
اگرچه جمعیت آن در حال کاهش است، اما توسط IUCN «در رده کمترین نگرانی» در نظر گرفته می‌شود.